# Prebbleton
Prebbleton est une petite localité du district de Selwyn dans la région de Canterbury, située dans l’Île du Sud de la Nouvelle-Zélande.

## Situation
Elle est localisée à 11 km au sud-ouest du centre de la cité de Christchurch et à environ 2 km au sud de la limite de la banlieue industrielle de la ville de Hornby.

## Histoire
La fondation de la ville de Prebbleton remonte à 1855, ce qui en fait l’un des plus anciens points d’installation européenne des plaines de  Canterbury.
Les frères Prebble, originaires du Kent en Angleterre, s’installèrent en premier dans le district .

## Population
La population de Prebbleton en 2006 était de 3 024 habitants .

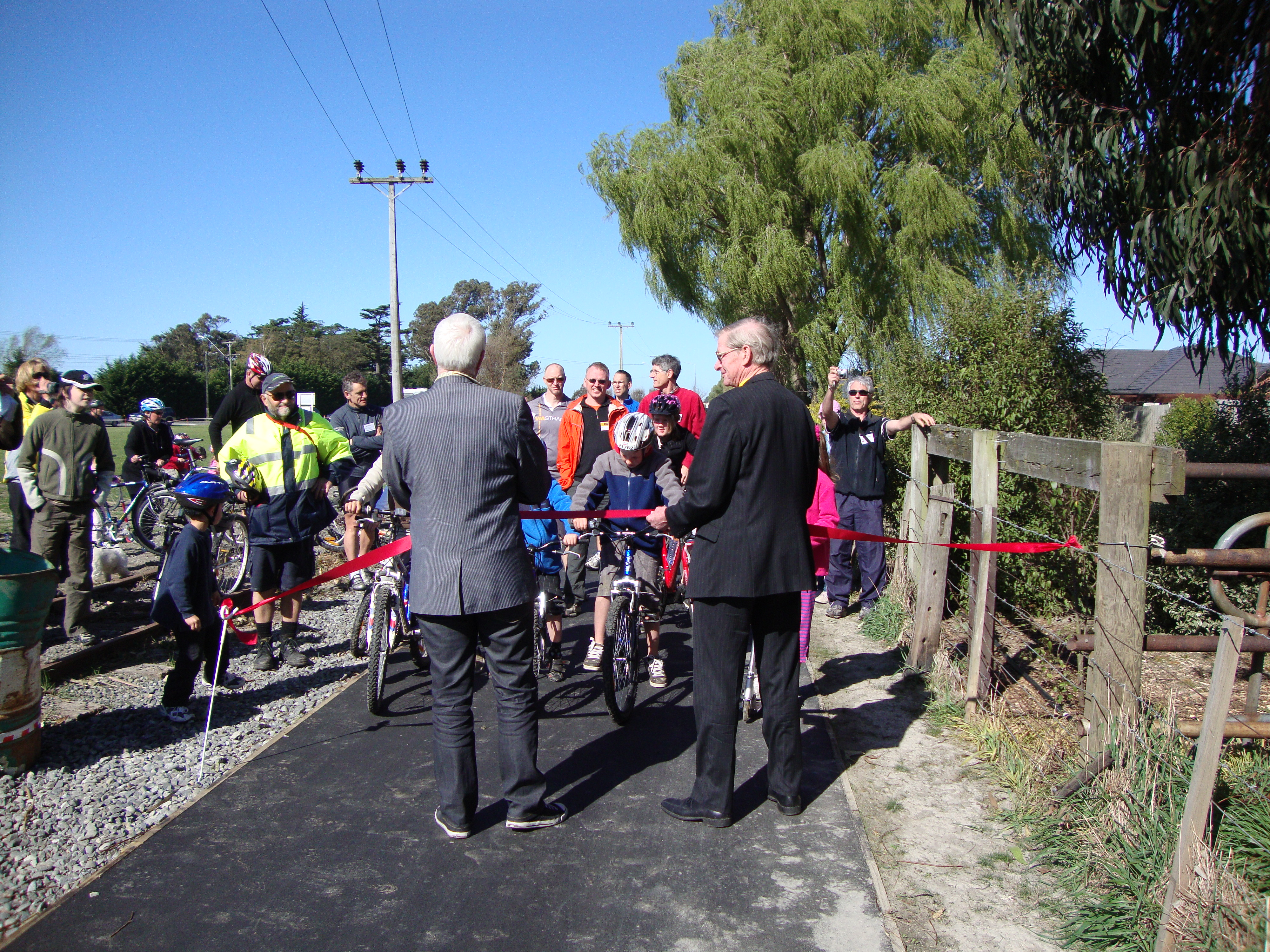
Inauguration du parcours du Railtrail en 2009

La ville a rapidement grossi du fait de la  construction  de lotissements au cours des deux dernières décades.
Elle comprend une piscine et un chemin de randonnée développé sur le trajet de l’ancien chemin de fer 

## Démographie
Prebbleton avait une population de 4,515 habitants lors du recensement de 2018 en Nouvelle-Zélande, une augmentation de 1,743 personnes(soit 62,9 %) depuis le recensement de 2013 en Nouvelle-Zélande et une augmentation de 2,514 personnes  (soit 125,6 %) depuis le recensement de 2006 en Nouvelle-Zélande. 
Il y avait 1,497 logements dont 42 appartements privés  non occupés. 
On comptait 2,235 hommes et 2,277 femmes donnant ainsi un sexe-ratio de 0.98 homme pour une femme. 
L’âge médian était de 40,6 ans(comparé avec les 37,4 ans au niveau national), avec 1,059 personnes (soit 23,5 %) âgées de moins de 15 ans, 651 personnes (soit 14,4 %) âgées de 15 à 29 ans, 2,319 personnes (soit 51,4 %) âgées de 30 à 64 ans, et 486 personnes (soit 10,8 %) âgées de 65 ans ou plus.
L’ethnicité  était pour  91,7 % européens/Pākehā, pour  5,2 % Māori, pour 0,7 % des personnes du Pacifique, 6,5 % étaient asiatiques et 1,7 % d’autres ethnicités (la somme totale peut faire plus de 100 % dans la mesure où les personnes peuvent s’identifier à de multiples ethnicités).
La proportion des personnes nées outre-mer était de 18,6 %, comparé avec 27,1 % au niveau national.
Bien que certaines personnes objectent à donner leur religion, 52,9 % n’avaient aucune  religion, 40,8 % étaient chrétiens, 0,3 % étaient hindouistes, 0,1 % étaient musulmans, 0,3 % étaient bouddhistes et 1,3 % avaient une autre religion.
Parmi ceux d’au moins 15 ans, 960 personnes (soit 27,8 %)  avait une degré de bachelier ou un degré supérieur et 357 personnes (soit 10,3 %) n’avaient aucune qualification formelle. 
Les revenus médians étaient de 48,600 $, comparé avec les 31,800 $ au niveau national. 
Le statut d’emploi de ceux d’au moins 15 ans était pour 1,983 personnes (soit 57,4 %)  était: employés à plein temps, 636 personnes (soit 18,4 %) étaient employées à temps partiel et 69 personnes (soit 2,0 %) étaient sans emploi.

## Éducation
L’école de Prebbleton est une école assurant tout le primaire, accueillant les enfants pour les années 1 à 8.
Elle avait un effectif de 486 élèves en mars 2021.
L’école ouvrit en 1857.